# Siniša Ubiparipović
Siniša Ubiparipović (kyrillisch: Синиша Убипариповић) (* 25. August 1983 in Zenica, SFR Jugoslawien) ist ein bosnisch-herzegowinischer Fußballspieler auf der Position eines zentralen und  defensiven Mittelfeldspielers.

## Karriere

### Jugend und Amateurfußball
Nachdem Ubiparipović als Kind mit seinen Eltern vor dem Bosnienkrieg nach Belgrad, Serbien geflüchtet war, kam er im Jahre 1999 in die Vereinigten Staaten.
Seine aktive Karriere als Fußballspieler begann im Jahre 2000, als er an der Mentor High School in Mentor, Ohio, aufgenommen wurde. Dort spielte er bis 2001 im Fußballteam und führte in beiden Jahren die Torschützenliste an der High School an. Mit seinen insgesamt 60 Treffern stellte Ubiparipović einen neuen Schulrekord auf. 2002 kam er an die University of Illinois at Chicago, wo er bis zum Ende des Jahres bei 20 absolvierten Partien auf acht Treffer, sowie neun Torvorlagen kam. Nur ein Jahr später, im Jahre 2003, wechselte Ubiparipović an die University of Akron, an der er im ersten Jahr an der Universität als Redshirt Freshman in nur drei Spielen zum Einsatz kam. Für die verbleibende Saison musste er wegen einer Verletzung pausieren, weshalb er erst im darauffolgenden Jahr als Sophomore zurück in die Mannschaft fand. Als Sophomore spielte er im Jahre 2004 in 18 Spielen, in denen er insgesamt zwei Tore erzielte. In seinem dritten Studienjahr absolvierte Ubiparipović 23 Partien, schoss dabei 17 Tore und bereitete sieben vor. Weiters erzielte er in verschiedenen Turnieren Hattricks und Doppelpacks und wurde als einer der herausragendsten Spieler an der Universität sowie in der gesamten Umgebung angesehen. Im Jahre 2006 wurde er als Mid-American Conference Player of the Year ausgezeichnet.
Während seiner Studienzeit wechselte Ubiparipović 2005 zu den Cleveland Internationals in die USL Premier Development League, einer Amateurliga. Dort kam er in zwei Spielen zum Einsatz, woraufhin er ein Jahr später ligaintern zum Chicago Fire Premier transferierte, wo er zwölf Partien absolvierte und dabei drei Tore schoss.

### Vereinskarriere
Seine Profikarriere begann am 12. Januar 2007, als er beim MLS SuperDraft 2007 in der 3. Runde als 33. Pick zu den New York Red Bulls gedraftet wurde. In der Saison 2007 kam Ubiparipović zu zwölf Ligaeinsätzen, sowie zu zwei Einsätzen beim MLS Cup und einem Einsatz im Lamar Hunt U.S. Open Cup. Am Anfang der Saison 2008 stand er in der Anfangsformation der New York Red Bulls, doch schied er nach einigen Höhen und Tiefen im Laufe der Saison aus der Startformation und musste sich stattdessen mit einem Platz auf der Ersatzbank begnügen. Nach mehr oder wenigen guten Spielen der Red Bulls schaffte es der Bosnier erneut in die Startformation für die letzten Spiele der Playoffs. 
Seit seinem Wechsel zu den New York Red Bulls im Jahre 2007 kam Ubiparipović in 69 Ligaspielen auf zwei Treffer. Während seines Engagements bei den NYRB spielte er im Jahr 2007 als Leihspieler eine Partie für den Minnesota Thunder aus der zweitklassigen USL First Division und erzielte in dem Spiel gleich ein Tor.
Am 24. Januar 2011 erklärten die New York Red Bulls, Ubiparipovićs Vertrag nicht für die Saison 2011 verlängern zu wollen.
Nach drei Jahren bei Montreal Impact wechselte er 2014 zurück in die NASL zu Ottawa Fury.

## Erfolge
- Mid-American Conference Player of the Year: 2006
- Vielzahl regionaler Erfolge

## Privates
Ubiparipović hat einen jüngeren Bruder, Slaviša, der an der Xavier University in Ohio seine Karriere als Fußballspieler startete und zurzeit für die Cleveland Internationals in der als viertklassig angesehenen USL Premier Development League spielt.